# Оберлієнц
Оберлієнц (нім. Oberlienz) — містечко й громада округу Лієнц в землі Тіроль, Австрія.
Оберлієнц лежить на висоті 756 над рівнем моря і займає площу 33,8 км². Громада налічує 1411 мешканців.
Густота населення 42/км².
Округ Лієнц, до якого належить Оберлієнц, називається також Східним Тіролем. Від основної частини землі,
Західного Тіролю, його відділяє смуга Південного Тіролю, що належить Італії.
|                                    |
| Оберлієнц на мапі округу та землі. |

 Адреса управління громади: Oberlienz 30, 9903 Oberlienz.